# Acrocercops macroclina
Acrocercops macroclina là một loài bướm đêm thuộc họ Gracillariidae. Nó được tìm thấy ở Karnataka, Ấn Độ, cũng như Fiji và Malaysia. Nó được miêu tả bởi Edward Meyrick năm 1915. Ấu trùng ăn Caesalpinia bonduc, Derris elliptica, và Moullava spicata.